# Lars Craps
Lars Craps (Aalst, 17 oktober 2001) is een Belgisch wielrenner die sinds 2025 onder contract staat bij het Belgisch proteam Lotto.

## Carrière
Als vierdejaars belofte reed Craps voor de opleidingsploeg van Soudal Quick-Step. Hij werd dat jaar onder meer elfde in de Ardense Pijl en zevende in het eindklassement van de Ronde van de Elzas. In oktober sloot hij zijn seizoen af met een zeventiende plaats in Parijs-Tours voor beloften.
In 2024 werd Craps prof bij Team Flanders-Baloise. Zijn debuut voor de ploeg maakte hij op Mallorca, waar hij aan de start stond van vier van de vijf manches van de Challenge Mallorca. Zijn debuut in de World Tour volgde in februari, toen hij aan de start stond van de Omloop Het Nieuwsblad.

## Resultaten in voornaamste wedstrijden
|      | \| Jaar \| Gent-Wevelgem \| Ronde van Vlaanderen \| Parijs-Roubaix \| Amstel Gold Race \| Luik-Bast.‑Luik \| \| ---- \| ------------- \| -------------------- \| -------------- \| ---------------- \| --------------- \| \| 2024 \| 79e \| 53e \| opgave \| opgave \| opgave \| |                      |                |                  |                 |
| Jaar | Gent-Wevelgem | Ronde van Vlaanderen | Parijs-Roubaix | Amstel Gold Race | Luik-Bast.‑Luik |
| 2024 | 79e | 53e                  | opgave         | opgave           | opgave          |

### Resultaten in kleinere rondes
| Jaar | Ronde van de VAE | Benelux Tour |
| ---- | ---------------- | ------------ |
| 2024 |                  | 29e          |
| 2025 | opgave           |              |

(*) tussen haakjes aantal individuele etappeoverwinningen

## Ploegen
- 2023 –  Soudal Quick-Step Devo Team
- 2024 –  Team Flanders-Baloise
- 2025 –  Lotto

Bonneu · Claeys · Clynhens · Colman · Craps · De Vylder · De Wilde · Dejaegher · Dens · Deweirdt · Gerits · Hesters · Maris · Van Hemelen · Van Poucke · Vandenbranden · Vandenstorme · Vandevelde · Vanhoof · Vercouillie